# Venosten
Die Venosten, lateinisch Venostes, waren ein antiker Stamm, dessen Siedlungsgebiet in der römischen Provinz Raetia lag. 
Der Name des Vinschgaus – bereits frühmittelalterlich in Formen wie de Venostis oder in Venustis belegt – steht offenkundig im Zusammenhang mit dem Stammesnamen, weshalb das Tal am Oberlauf der Etsch als Siedlungsgebiet der Venosten erschlossen werden kann.
Die Venosten sind einzig durch die Erwähnung in der Liste der 16/15 v. Chr. in den augusteischen Alpenfeldzügen besiegten Alpenvölker bekannt. In der Inschrift des Tropaeum Alpium in La Turbie (erbaut 7/6 v. Chr.) werden sie an vierter Stelle aufgezählt, in der Sekundärüberlieferung bei Plinius dem Älteren wurden sie mit den Vennoneten vertauscht und erscheinen dort bereits an dritter Stelle.
Diskutiert wurde ihre Zugehörigkeit zu den Kelten (speziell in älterer Literatur), zu den Venetern und insbesondere zu den Rätern, letztlich ist die Frage jedoch mangels Quellen nicht zu klären.